# Veronika Cifrová Ostrihoňová
Veronika Cifrová Ostrihoňová (ur. 3 lutego 1989 w Bratysławie) – słowacka dziennikarka, redaktorka i polityczka, posłanka do Parlamentu Europejskiego X kadencji.

## Życiorys
Studiowała nauki polityczne oraz historię w Paryżu i na New York University. Zawodowo związana z dziennikarstwem. Od 2013 pracowała w TV Markíza, gdzie była redaktorką programu informacyjnego Televízne noviny. Później była zatrudniona w publicznym nadawcy RTVS, gdzie współtworzyła program Silná zostava. Od 2017 prowadziła talk-show Sit Down s Veronikou, do którego zapraszała osobistości z dziennikarstwa, polityki czy sportu. W 2019 otrzymała nagrodę branżową OTO w kategorii „redaktor wiadomości”.
W 2024 związała się z Postępową Słowacją. W wyborach w tym samym roku z jej ramienia uzyskała mandat eurodeputowanej X kadencji.